# Rue Van Droogenbroeck
Pour les articles homonymes, voir Van Droogenbroeck.
La rue Van Droogenbroeck (en néerlandais : Van Droogenbroeckstraat) est une rue bruxelloise de la commune de Schaerbeek qui va du carrefour de l'avenue Maurice Maeterlinck, de l'avenue Zénobe Gramme, de la rue Chaumontel et de l'avenue Georges Eekhoud à la chaussée de Helmet en passant par la rue Sander Pierron et la rue Fernand Séverin.

## Histoire et description
La rue porte le nom d'un écrivain flamand, Jan Van Droogenbroeck, né à Saint-Amand le 17 janvier 1835 et décédé à Schaerbeek le 27 mai 1902.
La numérotation des habitations va de 7 à 61 pour le côté impair et de 4 à 64 pour le côté pair.

## Adresses notables
- nos 53 à 64 : Maisons du Foyer Schaerbeekois